# Helia erebea
Helia erebea là một loài bướm đêm trong họ Erebidae.